# Frontierville
Frontierville är ett Facebook-spel utvecklat av Zynga. Det är en spin-off på företagets  Farmville. År 2011 hade spelet 11 miljoner aktiva användare per månad.
Spelet utspelar sig på nybyggartiden i USA, man kan mata djur skörda växter och dekorera farmen, bygga hus och skolor.
Man kan slåss mot skallerormar, rävar, björnar och skogsmurmeldjur.